# Торугартский перевал
Торугартский перевал (кирг. Торугарт, кит. упр. 图噜噶尔特山口, пиньинь túlūgáĕrtè shānkŏu) — перевал в горной системе Тянь-Шань, на границе Нарынской области Кыргызстана и Синьцзян-Уйгурского автономного района Китая.

## Описание
Вблизи перевала с киргизской стороны находится озеро Чатыр-Куль. Дорога на Нарын, Балыкчи и Бишкек — довольно узкая, зимой часто становится совершенно непроходимой из-за снегопадов и сходов лавин. С китайской стороны торугартская таможня находится в 110 км от самого перевала, в посёлке Улугчат Кызылсу-Киргизского автономного округа. Расстояние от перевала до Кашгара — около 165 км, до Артуша — 170 км, до Урумчи — 1630 км.
Пограничный пункт между Российской империей и Империей Цин был впервые основан здесь в 1881 году. В 1906 году Русско-Китайский транспортный банк профинансировал строительство дороги через перевал, стоимость которой составила 20 млн рублей. В 1952 году Торугарт заменил перевал Иркештам, который находится в 165 км к юго-западу, как основной пограничный пункт между тогдашним советским Кыргызстаном и КНР. Пропускной пункт на перевале был закрыт в 1969 году с ухудшением советско-китайских отношений и был вновь открыт лишь в 1983 году. В 1995 году таможня на китайской стороне была перемещена дальше от границы, примерно на 57 км от прошлого местонахождения.
В проекте железной дороги «Китай — Кыргызстан — Узбекистан» маршрут проходит через Торугартский перевал, тем самым связывая Кашгар с Ферганской долиной.